# Maria Teresa Areces Piñol
Maria Teresa Areces Piñol (Lleida, 1956) és secretària general de la Facultat de Dret i Economia de la Universitat de Lleida i forma part del Consell Assessor per a la Diversitat Religiosa de la Generalitat de Catalunya.
Doctora en dret per la Universitat de Barcelona. Catedràtica de dret eclesiàstic de l'Estat de la Universitat de Lleida. Durant dotze anys fou degana de la Facultat de Dret i Economia de la Universitat de Lleida, i actualment n'és la secretària general. Ha estat vocal del Consell Rector de l'Institut d'Estudis Autonòmics de la Generalitat de Catalunya. Ha dedicat la seva recerca a la llibertat religiosa, el dret de família, el dret canònic, les relacions entre les confessions i les administracions públiques i l'objecció de consciència. D'entre els llibres i la multitud d'articles publicats destaca El principio de laicidad en las jurisprudencias española y francesa. La seva última obra publicada és La prohibición del burka en Europa y en España. Ha estat síndica municipal de Lleida.